# Năm Vật lý Thế giới
Năm 2005 được chọn làm Năm vật lý thế giới. Cách đây đúng 100 năm, vào năm 1905, Albert Einstein đã công bố bốn bài báo làm chấn động thế giới. Đây là dịp để kỷ niệm Einstein, với những ý tưởng to lớn cùng với sự ảnh hưởng của ông đối với vật lý của thế kỷ 20.